# 네야 미치코
네야 미치코(根谷 美智子, 1959년 1월 28일 ~ )는 일본의 성우이다. 후쿠이현 다케후 시(현 에치젠시) 출신이다. 예전엔 아트비전에 소속이었다. 주로 누님 이미지의 캐릭터를 많이 연기하고 있다.

## 출연작

### TV 애니메이션
- 날아라! 호빵맨

1988년
- 안녕, 앗코입니다

1991년
- 삼국지 (요코야마 미쓰테루)

1992년
- 지구 SOS 가라 코로린 (프론)

1994년
- 마법진 쿠루쿠루 (크리리스 공주)
- 메탈파이터 미쿠 (사야카)
- 미소녀 전사 세일러문 S (다이하트)
- 용자경찰 제이데커 (토모나가 아즈키, 타카노 키쿠마로)

1995년
- 기갑전사 걸키버 (마이하라 코노하)
- 애천사전설 웨딩피치 (클라우드)

1996년
- 미소녀 전사 세일러문 SS (토모코)
- 지옥선생 누베 (타카하시 리츠코)

1997년
- VIRUS (릴리 페트리)
- 간바레 고에몽 (이시카와 요코)
- 마스터 모스키튼'99 (유키)
- 포춘 퀘스트 L (마리나)
- 포켓몬스터

1998년
- 로스트 유니버스 (칼리)
- 마법의 스테이지 팬시라라 (카와구치 리리카)
- 슈퍼돌 리카쨩 (인형기사 이즈미)

1999년
- 강철천사 쿠루미 (코가네이 요시노)
- 빅쿠리맨 2000 (탄생신 노바)
- 커렉터 유이 (안티)
- 투하트 (HMX-13 세리오)

2000년
- 무적왕 트라이제논 (우류 사에)
- 은장기공 오디안 (레이코)

2001년
- 샤먼킹 (타오준)
- 코코로 도서관 (아사쿠라 히비키)
- 크러시기어 (토비타 리리카)

2002년
- 베리베리 뮤우뮤우 (미도리카와 요모기)
- 쁘띠 프리 유시 (수녀)
- 풀 메탈 패닉! (멜리사 마오)

2003년
- 강철의 연금술사(리자 호크아이)
- 마법사에게 소중한것 (모리카와 요코)
- 신나는 과학 어드벤처 아하 그렇구나! (베아론)
- 우주의 스텔비아 (렌게 렌)
- 크르노 크루세이드 (사테라 하벤하이트)
- 풀 메탈 패닉 후못후 (멜리사 마오)

2004년
- 록맨 에그제 스트림 (테슬라 마그넷)
- 투하트 Remember my memories (HMX-13 세리오)

2005년
- 교향시편 에우레카 세븐 (탈호 유키)
- 트리니티 블러드 (아스타로셰 아스란)
- 풀 메탈 패닉! 더 세컨드 레이드 (멜리사 마오)
- 허니와 클로버 (테시가와라 미와코)

2006년
- 크레용 신짱 (코야마 무사에)

2007년
- 기동전사 건담 00 (시린 바프티야르)
- 니노미야군에게 애도를 (니노미야 료코)
- 문라이트 마일 (코니 웡)
- 월면토끼병기 미나 (시라토리 미나)

2008년
- 기동전사 건담 00 세컨드 시즌 (시린 바프티야르)
- 소울 이터 (아라크네)
- 테일즈 오브 디 어비스 (나탈리아 L.K. 란발디아)
- 햑코 (이이즈카 타츠키)

2009년
- 아냐마루 탐정 키르민즈 (미코가미 하루카)
- 프레시 프리큐어! (야마부키 나오코)

2010년
- 슈퍼로봇대전 OG 디 인스펙터 (오우카 나기사)
- 배틀 스피리츠 브레이브 (기르팜 왕녀)
- 세키레이 2기 (히비키)
- 수호천사 히마리 (키사라기 사에)

2011년
- 누라리횬의 손자 천년마경 (하고로모기츠네)
- GOSICK (조피)

2012년
- 원피스 (오토히메 왕비)
- 제로의 사역마 Z (아니에스)

2013년
- 아라타 칸가타리
- 의풍당당!! 카네츠구와 케이지 (우스구모)
- 팔견전 -동방팔견이문- (이누다 사요코)
- 팔견전 -동방팔견이문- 2기 (이누다 사요코)

2017년
- 원피스 (빈스모크 레이주)

2018년
- 반짝반짝 해피★ 열려라! 코코타마(카게우라)

### OVA
1994년
- 신 큐티하니 (키사라기 하니/큐티 하니)
- 바운티 독 (야오이)
- 독수리 5형제 OVA (백조 쥰 (수나))

1995년
- 비경탐험대 팜&일 (일)
- 건 스미스 캣츠 (라리 빈센트)

1996년
- 파이어 엠블렘 (레나)
- 투신전 (트레이시)
- 신 허리케인 포리마 (니시다 료코)
- 갈포스 레볼루션 (슈토)
- 베어리어블 지오 (유우키 아야코)
- 마스터 모스키튼 (유키)

1999년
- 멜티렌서 (D)
- 미네르바의 검사 (디아나)
- 단가이저 3 (디네)

2000년
- 엑스 드라이버 (니나 안나 썬더)
- 이니셜 D 엑스트라 스테이지 (사토 마코)

2001년
- 토끼로 Cue!! (네코이 코슈카)
- 굿모닝 콜 (우에하라 유리)
- ROD-Read Or Die- (낸시 마쿠하리)
- 엔젤 블레이드 (진구지 모에나 / 엔젤 블레이드)

2003년
- 미즈이로 (이시카와 후유카)

2004년
- 저속령 DAYDREAM (안자이)

2005년
- 키라메키 프로젝트 (오오야 하나코)

2009년
- 헤타리아 Axis Powers (헝가리)

### 극장판
1993년
- 마더 최후의 소녀 이브 (메이저드슨)

1995년
- 마크로스7 은하가 나를 부른다 (에밀리아 지너스)

2002년
- 피아캐롯에 어서오세요 극장판 ~사야카의 사랑이야키~(이와쿠라 나츠키)
- 식스 엔젤스 (나오미 존스)

2005년
- 강철의 연금술사 극장판 : 샴발라를 정복하는 자 (리자 호크아이)

2024년
- 기동전사 건담 SEED FREEDOM (힐다 하켄)

### 게임
- 강철의 연금술사 ~날 수 없는 천사~ (리자 호크아이)
- 강철의 연금술사2 ~붉은 엘릭실의 악마~ (리자 호크아이)
- 강철의 연금술사3 ~신을 잇는 소녀~ (리자 호크아이)
- 강철의 연금술사 드림 카니발 (리자 호크아이)
- 파워 돌2 (코우라이 미키)
- 파워 돌FX (팡 쿤메이)

1994년
- 아르남의 이빨 수족 12신도 전설 (세이론, 코란)

1995년
- 은하아가씨전설 유나2 (미도리)

1996년
- 신비의 세계 엘하자드 (이시엘 소엘)
- 소울 엣지 (소피티아 알렉산드라)
- 퀴즈 일곱빛깔 DREAMS 무지개 마을의 기적 (에자키 쿠미코, 카네보 사키, 想鐘사키, 샤를로테, 린츠)
- 아크 더 래드2 (샨테, 미릴)

1997년
- 벌크 슬래시 (메티컬 프레아)
- 뱀파이어 헌터2 (레이레이, 링링)
- 뱀파이어 세이버 (레이레이, 링링)
- 뱀파이어 세이버2 (레이레이, 링링)
- 포켓 파이터 (레이레이, 링링)
- 이 세상의 끝에서 사랑을 노래하는 소녀 YU-NO [SS판] (아사쿠라 카오리)
- 은하아가씨전설 유나3 (미도리)

1998년
- 제노기어스 (에메라다, 아루루, 카렌)
- NOëL ~La neige~ (미도리카와 료)
- 계속 같이 (오노데라 사쿠라코)
- 미츠메테 나이트 (린다 자크로이드)
- 스트리트 파이터 ZERO3 (로즈)
- 소울 칼리버(소피티아 알렉산드라)
- NOëL ~La neige~ Special (미도리카와 료)
- 초강전기 키카이오 (아마미야 레이카)
- 슬레이어즈 로얄2 (엘레나)
- 별의 언덕 학원 이야기 학원제 (나토리 에리카)
- 미츠메테 나이트R 대모험편(린다)

1999년
- To Heart PS판 (HMX-13 세리오)
- 나의 시체를 넘어서 가라 (젊은 아가씨)

2000년
- 포포로 크로이스 이야기II (레오나)

2001년
- 루나 윙 ~시간을 넘은 성전~ (밀카)
- 서몬 나이트2 (미모자 로란쥬)

2002년
- 테일즈 오브 팬덤 Vol.1 (아미 버클라이트)
- 미즈이로 DC·PS2판 (이시카와 후유카)
- 샤먼킹 스피릿 오브 샤먼즈 (타오 쥰)
- 포포로 크로이스 ~시작의 모험~ (레오나)

2003년
- 스타오션3 Till the End of Time (마리아 트레이터)
- 소울 칼리버II (소피티아 알렉산드라)
- 샤먼킹 소울 파이트 (타오 쥰, 마리온 파우너)
- To Heart PSE판 (HMX-13 세리오)

2004년
- 포포로 크로이스 ~달 규칙의 모험~ (레오나)
- To Heart PS2판 (HMX-13 세리오)

2005년
- 테일즈 오브 더 월드 나리키리 던전3 (아미 버클라이트)
- BALDR FORCE EXE PS2판 (시도 아야네)
- NAMCO x CAPCOM(로즈, 레이레이)
- 천지의 문 (긴리츠)
- 소울 칼리버III (소피티아 알렉산드라)
- 테일즈 오브 디 어비스 (나탈리아 L K 란발디아)

2006년
- 기동전사 건담SEED DESTINY 연합vs.Z.A.F.T.II (힐다 하켄)
- 테일즈 오브 판타지아 (아미 버클라이트)

2007년
- 슈퍼 로봇 대전ORIGINAL GENERATIONS (오우카 나기사)
- 테일즈 오브 팬덤 Vol.2 (나탈리아 L K 란발디아)
- SD건담 GGENERATION SPIRITS (온모)

2008년
- 슈퍼 로봇 대전Z (탈호 유키)

### 인터넷
2008년
- 망념의 잠드 (브로이 스카키)